# Registru de limbă
În sociolingvistică, termenul „registru de limbă” denumește un tip de varietate a limbii pentru care se întâlnesc tratări diferite și totodată alți termeni pentru a-l denumi, în funcție de școala lingvistică sau de lingvist.
În lingvistica de limbă engleză, la unii autori, de exemplu Joshua Fishman, un registru este o varietate a limbii selectată de vorbitor dintre mai multe, în funcție de situația de comunicare. Astfel, există registre în funcție de domeniul comunicării (registre tehnice și nontehnice), de mijloacele și modul comunicării (registre specifice limbii scrise și altele limbii vorbite) și de ceea ce numește stilul comunicării, determinat de relația dintre participanți (registre specifice stilului oficial și stilului colocvial). În lingvistica anglofonă se găsesc ca exemple de registre cel științific, cel religios (de pildă al unei predici), cel folosit de părinți cu copiii lor, cel folosit de un angajat cu superiorul lui etc..
Cu o interpretare similară, alți lingviști anglofoni, de exemplu William Labov, folosesc termenul „stil” în loc de „registru”.
Alți lingviști folosesc termenii „registru”, „stil” și „cod” ca sinonime, tot pentru varietățile de limbă folosite în funcție de situațiile de comunicare.
În lingvistica română tradițională se întâlnește numai termenul „stil”, cu calificativul „funcțional”, limitat numai la așa-numita „limbă literară”, altfel spus la varietatea standard a limbii, cu o tratare diferită de cele de mai sus. De pildă Ion Coteanu a tratat trei stiluri a ceea ce numește artistic (beletristic), științific și juridic-administrativ. La acestea, alții au adăugat, de exemplu, stilurile publicistic (al presei), colocvial, oratoric, epistolar și telegrafic.
În mod asemănător, în lingvistica maghiară tradițională se disting două categorii de stiluri ale „limbii literare”: varianta scrisă a acesteia, cu stilurile științific, juridic-administrativ, publicistic și beletristic, și cea orală – cu stilurile oratoric și colocvial.
În lingvistica franceză, unii autori folosesc termenii „registru de limbă” și „nivel de limbă” ca sinonime. Alți autori îi folosesc pe amândoi în legătură cu aceeași realitate lingvistică, dar îi disting ca termeni pentru două aspecte ale ei. Iarăși alți autori nu disting nivelurile de registre și folosesc fie numai termenul „nivel”, fie numai termenul „registru”.
Printre autorii care disting nivelurile de registre sunt unii la care se găsesc moduri diferite de a considera ce anume desemnează acești termeni. Unul din aceste moduri pornește de la diferența afirmată de Ferdinand de Saussure între limbă ca abstracțiune și vorbire ca realizarea sa concretă. Conform acestei concepții, nivelurile țin de limbă, iar registrele de vorbire. Astfel, registrele reprezintă modurile de utilizare concretă, de către fiecare vorbitor, ale nivelurilor de limbă.
După alți lingviști, nivelurile corespund gradului de cunoaștere a varietății standard a limbii, adică folosirea lor depinde de gradul de instruire al vorbitorilor. Conform acestei concepții se pot distinge un nivel intelectual, unul mediu și unul popular. În schimb, registrele sunt în raport cu situațiile de comunicare și pot fi stăpânite de un același individ, care le poate folosi în funcție de acestea.
În altă concepție este introdusă și noțiunea de „stil”, nivelurile de limbă fiind considerate a fi limba scrisă, limba elevată, limba curentă și limba vorbită, iar registrele sau stilurile sunt subcategorii ale nivelurilor, dintre ele făcând parte registrul familiar, stilul literar, stilul poetic etc..
Fie că sunt numite registre, niveluri, stiluri sau coduri, varietățile de limbă numite astfel sunt folosite în funcție de două categorii de factori: caracteristicile vorbitorului și caracteristicile situației de comunicare. De vorbitor sunt legate nivelul său de instruire, categoria socială din care face parte, intențiile sale (printre care cea de a părea a fi într-un anumit fel), educația primită în familie, vârsta, capacitatea sau disponibilitatea de a folosi un registru ori altul. De situația de comunicare țin caracteristicile destinatarului/destinatarilor comunicării de același tip ca ale vorbitorului, gradul de intimitate dintre vorbitor și destinatar(i) și raportul ierarhic în care sunt aceștia.

## Registrele de limbă
Între registrele de limbă nu există limite precise. Ele constituie un continuum în care există influențe între registre vecine. În literatura de specialitate se găsesc scale de registre de la cel mai spontan (instinctiv) la cel mai elaborat (în lingvistica franceză), sau de la cel mai informal la cel mai formal (în lingvistica anglofonă).
Din cauza neclarității limitelor dintre registre, aprecierea apartenenței unor fapte de limbă la unul sau la altul dintre două registre vecine este în mare parte subiectivă, ceea ce se vede uneori în indicarea diferită de la un dicționar la altul a registrului căruia îi aparține câte un cuvânt, sau în indicarea într-un dicțioanar a două registre pentru același cuvânt. De exemplu fr  thune „lovele” este argotic și popular în TLFi, dar familiar în Larousse, sau fr  flic „polițai” este popular și familiar în TLFi, dar numai familiar în Larousse.
Unul din fenomenele din istoria limbilor este trecerea faptelor de limbă dintr-un registru în altul, în sensul nestandard – standard. Astfel, cuvintele argotice își pierd cu timpul caracterul secret și intră în registre nestandard, apoi unele trec în registre standard, de pildă, în franceză, maquiller „a machia” sau mégot „muc de țigară”.
Caracteristicile lingvistice ale registrelor se descriu în raport cu cele ale varietății standard a limbii. Distincția se poate face mai bine la nivelul vocabularului și mai puțin bine la cel al fonetismului și al structurii gramaticale.

### În lingvistica franceză
În lingvistica franceză se disting de obicei trei registre de limbă principale (familiar, curent și elevat), iar pe lângă acestea și altele, care pot fi diferite de la un autor la altul.
Stourdzé 1971 a propus scala de mai jos a registrelor de limbă:
| popular → familiar → curent oral – curent scris ← elevat ← literar |   |          |
| INSTINCTIV                                                         | → | ELABORAT |

Registrul popular este cel mai spontan. Este folosit în orice situație de persoanele care nu au un grad de instruire suficient ca să stăpânească varietatea standard și care, astfel, nu pot folosi alt registru. Se caracterizează prin abateri frecvente și importante de la normele varietății standard. Limba copiilor mici prezintă analogii cu acest registru. Ferguson 1959 numește acest registru varietate „joasă”, fiind una lipsită de prestigiu social.
Registrul familiar este folosit în general în situații de comunicare orale fără constrângeri, de către persoane care cunosc și varietatea standard a limbii, deci pot trece și cel puțin la registrul curent, dar cu persoane cu care se tutuiesc, adică în familie, cu prieteni, eventual cu colegi de muncă de la același nivel ierarhic etc. folosesc registrul familiar. Și acesta se caracterizează prin spontaneitate, modelul său fiind oral. În scris este folosit în corespondența familială sau amicală, iar în literatura artistică pentru a reda vorbirea în același registru. Acesta este o formă filtrată a registrului popular din care, prin învățarea standardului se elimină o parte din faptele de limbă nestandard. Totuși, registrul popular îl influențează pe cel familiar prin cuvinte argotice la origine și cuvinte vulgare, dar vocabularul său este majoritar format din cuvinte curente și cuvinte caracteristice registrului familiar. Vorbitorul caută să fie expresiv, căutând să realizeze și efecte stilistice. Din punct de vedere gramatical, registrul familiar folosește mai mult propoziții scurte, uneori eliptice, și mai puțin fraze. De asemenea, își permite abateri de la standardul limbii, dar rămâne în cadrul a ceea ce se numește în franceză bon usage, adică folosirea recomandată a limbii.
Registrul curent este mult mai puțin spontan decât precedentele, în urma învățării standardului. Folosirea sa este caracteristică între persoane care nu se cunosc și care au contacte în viața cotidiană (cumpărături, cerere de informații, contacte cu administrația, relații profesionale etc.) sau între persoane care se cunosc, dar nu sunt apropiate între ele, fie că sunt la același nivel ierarhic sau nu. Cuvintele folosite în acest registru sunt cele înțelese de oricine. Gramatica registrului curent este în general conformă standardului, cu fraze simple. Acest registru este neutru, vorbitorul neurmărind să fie expresiv prin efecte stilistice. Registrul curent are un aspect oral și unul scris, acesta din urmă de exemplu în unele articole de presă. Între ele există deosebirea că în primul pot exista ușoare abateri de la standard, pe când al doilea este mai scrupulos în respectarea acestuia. Acest registru este deja o varietate „înaltă”, de prestigiu, în viziunea lui Ferguson 1959.
Registrul elevat, numit și „îngrijit”, are un model scris, situând-se la opusul registrului familiar. Nu este deloc spontan, ci îngrijit în mod conștient. Este folosit de persoane care și-au însușit o cultură relativ bogată, în medii socioculturale elevate, în comunicări foarte politicoase, în discursuri, cursuri etc., și este mult utilizat în scris. Este un registru influențat de limba literaturii artistice tradiționale. Vocabularul acestui registru este bogat, incluzând și unele cuvinte rare. Din punct de vedere gramatical, standardul este scrupulos respectat, frazele sunt complexe și bine construite, cu forme verbale modale și temporale mai variate decât în celelalte registre. Vorbitorul urmărește uneori să realizeze și efecte stilistice.
Registrul literar sau foarte elevat corespunde, după Stourdzé 1971, cu limba literaturii artistice tradiționale. Folosit în vorbire, este numit de Grevisse și Goosse 2007 registru „foarte elevat” sau „căutat”, pe care vorbitorii vor să-l delimiteze de vorbirea obișnuită. Dus la exces sau folosit într-o situație de comunicare pentru care nu este potrivit, este un registru afectat sau prețios.

### În lingvistica anglofonă
Una din scalele de registre din această lingvistică este cea de mai jos, propusă de Martin Joos. Registrele pe care le-a distins corespund numai parțial cu cele din lingvistica franceză, în principal prin aceea că nu a luat în seamă nivelul de instruire al vorbitorilor.
Registrul intim este cel mai informal, folosit în cupluri, în familie, între prieteni foarte apropiați. Se caracterizează prin propoziții scurte, deseori eliptice, fără grijă pentru alegerea cuvintelor și pentru respectarea regulilor gramaticale. Include și mesaje nonverbale.
Registrul dezinvolt (en  casual) este folosit între prieteni nu foarte apropiați, între colegi la locul de muncă, între oamnei care își petrec împreună timpul liber. Implică cuvinte nestandard, inclusiv din slang, propoziții nu foarte bine structurate, eliptice, cu repetiții. Întreruperile între interlocutori sunt obișnuite.
Registrul consultativ este mai puțin spontan decât cel dezinvolt. Este folosit, de exemplu, la locul de muncă, în discuții de grup, în negocieri, cu interlocutori care au altă limbă maternă. Este utilizat și de vorbitori între care există o oarecare diferență de statut, de exemplu profesor – elev sau student, medic – pacient, specialist – novice etc., dar comunicarea este bidirecțională și partenerii se pot întrerupe unul pe altul. Din punct de vedere gramatical, acest registru este apropiat de standard, dar cu enunțuri scurte. Poate implica unele cuvinte din slang sau cuvinte nepotrivit folosite.
Registrul formal este folosit în situații oficiale, în discuții despre probleme serioase, deseori în comunicarări unidirecționale, de exemplu în conferințe. Interlocutorii nu se întrerup unul pe altul. Vocabularul, fonetismul și trăsăturile gramaticale ale acestui registru sunt conforme standardului.
Registrul static (en  frozen sau static) este cel mai formal, fiind în primul rând scris. Este cel al unor texte precum al jurământului de credință către drapelul Statelor Unite. În vorbire este folosit în ceremonii. Se caracterizează printr-un vocabular cu cuvinte rare, inclusiv arhaice, și prin fraze complexe.

## Folosirea registrelor
Folosirea registrelor de limbă în mod adecvat situațiilor de comunicare este o cerință socială. Folosirea lor nepotrivită reprezintă o încălcare a normelor de comportare. Un vorbitor care învață o limbă sau chiar unul nativ poate face nu numai greșeli de pronunție, lexicale și gramaticale, ci și de registru, dacă cel folosit nu este corespunzător situației de comunicare în care se află. De exemplu, dacă o persoană folosește registrul elevat într-un anturaj în care toți ceilalți vorbesc în registrul curent, acest lucru li se pare acestora ciudat sau ridicol. În română, bunăoară, nu este totuna în ce situație de comunicare se spune, de exemplu:
pilit (familiar), beat (curent) sau în stare de ebrietate (elevat);
a se curăța (familiar), a muri (curent) sau a deceda, a sucomba (elevat).
Vorbitorii care posedă cel puțin registrul curent al limbii pe lângă cel familiar, sunt capabili de ceea ce se numește în lingvistica anglofonă code-switching, adică folosirea unor registre diferite în funcție de situațiile de comunicare, dar și introducerea unor elemente din registre diferite în cadrul aceleiași situații, pentru a nuanța exprimarea, de exemplu pentru a exprima într-un moment seriozitate, iar în altul ironie.

## Legătură externă
- en  Wheeler, L. Kip, The Spectrum of Formality and Informality (Spectrul formalității și informalității), Dr. Wheeler's Website (Site-ul dr. Wheeler) (accesat la 23 decembrie 2022)